# Harald Hennum
Harald Hennum (ur. 29 maja 1928 w Oslo, zm. 14 października 1993) – norweski piłkarz występujący na pozycji napastnika. 

## Kariera klubowa
Hennum karierę rozpoczynał w 1948 roku w drugoligowym zespole Frigg Oslo FK. W 1953 roku przeszedł do pierwszoligowego Skeid Fotball. Z klubem czterokrotnie zdobył Puchar Norwegii (1955, 1956, 1957, 1959). Dwukrotnie był też królem strzelców pierwszej ligi (1954/1955, 1957/1958). W 1959 roku wrócił do Frigg, nadal grającego w drugiej lidze. W sezonie 1960/1961 awansował z nim do pierwszej ligi, a w 1963 roku zakończył karierę.

## Kariera reprezentacyjna
W reprezentacji Norwegii Hennum zadebiutował 2 października 1949 w zremisowanym 3:3 meczu Mistrzostw Nordyckich ze Szwecją, w którym strzelił także gola. W latach 1949–1960 w drużynie narodowej rozegrał 43 spotkania i zdobył 25 bramek.